# ستيف هارويل
ستيف هارويل (بالإنجليزية: Steve Harwell)‏ (9 يناير 1967 – 4 سبتمبر 2023) كان مغنيًا أمريكياً، ولد في 9 يناير 1967 في سانتا كلارا في الولايات المتحدة.، وتوفي في 4 سبتمر 2023. اشتهر بأنه المغني الرئيسي السابق والمغني الرئيسي لفرقة الروك سماش ماوث. كان هو وعازف الجيتار بول دي ليسل العضوين الدائمين الوحيدين في الفرقة حتى تقاعد هارويل.

## المرض والوفاة
في عام 2013، تم تشخيص هارويل باعتلال عضلة القلب واعتلال دماغي فيرنيكي. والتي يمكن أن تؤثر على الوظائف الحركية للإنسان مثل الكلام والذاكرة، وقصور القلب. وقرر هارويل أن يتقاعد لأن هذه المشاكل أعاقت قدرته على الأداء الجيد.
في 3 سبتمبر عام 2023، أبلغ ممثل هارويل أن هارويل كان في رعاية المسنين بسبب المرحلة النهائية من تشمع الكبد المزمن ولم يتبق له سوى أيام للعيش. في 4 سبتمبر، أُعلن عن وفاة هارويل في منزله في بويز أيداهو، عن عمر يناهز 56 عامًا.

## وصلات خارجية
- ستيف هارويل على موقع IMDb (الإنجليزية)
- ستيف هارويل على موقع ميوزك برينز (الإنجليزية)
- ستيف هارويل على موقع أول ميوزيك (الإنجليزية)
- ستيف هارويل على موقع ديسكوغز (الإنجليزية)
- ستيف هارويل على موقع قاعدة بيانات الفيلم (الإنجليزية)